# Barbara Fritz
Barbara Fritz (* 10. September 1964 in Biberach an der Riß) ist eine deutsche Wirtschaftswissenschaftlerin mit Schwerpunkt auf Lateinamerika und Professorin an der Freien Universität Berlin.

## Akademischer Werdegang
Barbara Fritz studierte Volkswirtschaft an der Eberhard-Karls-Universität Tübingen und an der Freien Universität Berlin, wo sie mit einer Dissertationsschrift zu "Entwicklung durch wechselkurs-basierte Stabilisierung? Der Fall Brasilien" promovierte. Ihre Habilitation an der Universität Flensburg erfolgte mit einer Schrift zu "Beyond Growth by Debt: New Approaches to Money, Finance and Development".
Von 1994 bis 1996 war sie Wissenschaftliche Mitarbeiterin am Institut für Iberoamerika-Kunde in Hamburg (heute GIGA German Institute of Global and Area Studies). Von 1996 bis 2001 war sie am Lateinamerika-Institut der Freien Universität Berlin tätig, von 2001 bis 2005 wieder am GIGA in Hamburg. 2005 wurde sie auf eine Juniorprofessur an der Freien Universität Berlin berufen, seit 2010 ist sie dort ordentliche Hochschulprofessorin am Fachbereich Wirtschaftswissenschaften und am Lateinamerika-Institut. Von Oktober 2009 bis April 2010 war sie als Senior Economic Affairs Officer bei der UNCTAD (United Nations Conference on Trade and Development) in Genf tätig. Zurzeit ist sie Vorsitzende des Institutsrats des Lateinamerika-Instituts.
Barbara Fritz forscht zu wirtschaftlicher Entwicklung und monetären Fragen in Lateinamerika sowie anderen Weltregionen. Sie ist Gründungsmitglied der "Graduate School of East Asian Studies", Mitglied im Direktorium des deutsch-peruanischen Post-Graduiertenprogramms "trAndeS" Berlin, Senior Scholar der Kolleg-Forschergruppe "The Transformative Power of Europe", Ko-Direktorin des Forschungszentrum Brasilien der Freien Universität Berlin sowie Ko-Direktorin des DAAD-Netzwerks "Comparative Economic Development Studies".

## Veröffentlichungen

### Bücher
- A Moment of Equality for Latin America? Challenges and Limits for Redistributive Policies. Burlington: Ashgate, 2015 (ed. with Lena Lavinas) ISBN 978-1-4724-4672-5 Beschreibung im Online-Katalog
- Coping with Crises: Variations of Financial Crisis Management at the Regional Level. Special Issue of Contemporary Politics 21(2), 2015 (ed. with Arie Krampf)
- New Issues in Regional Monetary Coordination: Understanding North-South and South-South Arrangements. London/New York: Palgrave, 2006 (ed. with Martina Metzger) Beschreibung im Online-Katalog ISBN 978-0-230-50244-4
- Ökonomie unter den Bedingungen Lateinamerikas – Geld und Kredit, Sozialpolitik und Umwelt. Frankfurt/Madrid: Vervuert, 2005 (Hg.mit Katja Hujo) ISBN 3-86527-199-5
- Entwicklung durch wechselkurs-basierte Stabilisierung? Der Fall Brasilien. Studien zur monetären Ökonomie, Bd. 28, Marburg: Metropolis, 2002 ISBN 3-89518-404-7 Inhalt und Rezensionen
- Inflation und Stabilisierung in Brasilien. Probleme einer Gesellschaft im Wandel. Schriftenreihe des Instituts für Iberoamerika-Kunde Band 43, Frankfurt/Madrid: Vervuert, 1996 (Hg. mit Gilberto Calcagnotto) ISBN 978-3-89354-243-7

### Aufsätze (Auswahl)
- Developmentalism at the Periphery: Can Productive Change and Income Redistribution be Compatible with Global Financial Asymmetries? desigualdades Working Paper No. 101, 2017 (with D. Prates and L.F. de Paula) Volltext
- The IMF to the Rescue: Did the Euro Area benefit from the Fund’s Experience in Crisis fighting?. School of Business & Economics, Freie Universität Berlin, Discussion Paper 2016/20 Volltext
- Safety for Whom? The Scattered Global Financial Safety Net and the Role of Regional Financial Arrangements. KFG Working Paper Series, No. 75, September 2016, Kolleg-Forschergruppe (KFG) “The Transformative Power of Europe”, Freie Universität Berlin (with Laurissa Mühlich) Volltext
- Beyond capital controls: The regulation of foreign currency derivatives markets in south Korea and Brazil after the global financial crisis. CEPAL Review 118, April 2016, 183 – 201 (with Daniela Prates) Volltext. Spanische Fassung in: Revista CEPAL 118, 193 – 213 Volltext
- Remittances for Financial Access: Lessons from Latin American Microfinance, in: Development Policy Review 32(6), November 2014, p. 733–753 (with Christian Ambrosius and Ursula Stiegler) doi:10.1111/dpr.12087
- What do they know of England who only England know? Vergleichende Regionalforschung als Schlüsselkompetenz in einer verflochtenen Welt (zus. mit Bert Hoffmann), in: Markus Hochmüller et al. (ed.), Politik in verflochtenen Räumen / Los espacios entrelazados de lo político. Festschrift für Marianne Braig, Berlin: Verlag Walter Frey / edition tranvía 2013, p. 156–170 ISBN 978-3-938944-79-0